# NGC 4357
NGC 4357 (również NGC 4381, PGC 40296 lub UGC 7478) – galaktyka spiralna (Sbc), znajdująca się w gwiazdozbiorze Psów Gończych. Jest to galaktyka z aktywnym jądrem typu LINER.
Odkrył ją William Herschel 9 lutego 1788 roku. Niezależnie odkrył ją Guillaume Bigourdan 8 marca 1886 roku. John Dreyer skatalogował obserwację Herschela jako NGC 4381, a Bigourdana jako NGC 4357 z adnotacją, że może to być ten sam obiekt. Brak pewności wyniknął z tego, że podana przez Herschela pozycja obiektu była niedokładna i różniła się od rzeczywistej o minutę w rektascensji.
W galaktyce tej zaobserwowano supernową SN 1996B.